# Forêt d'Orléans

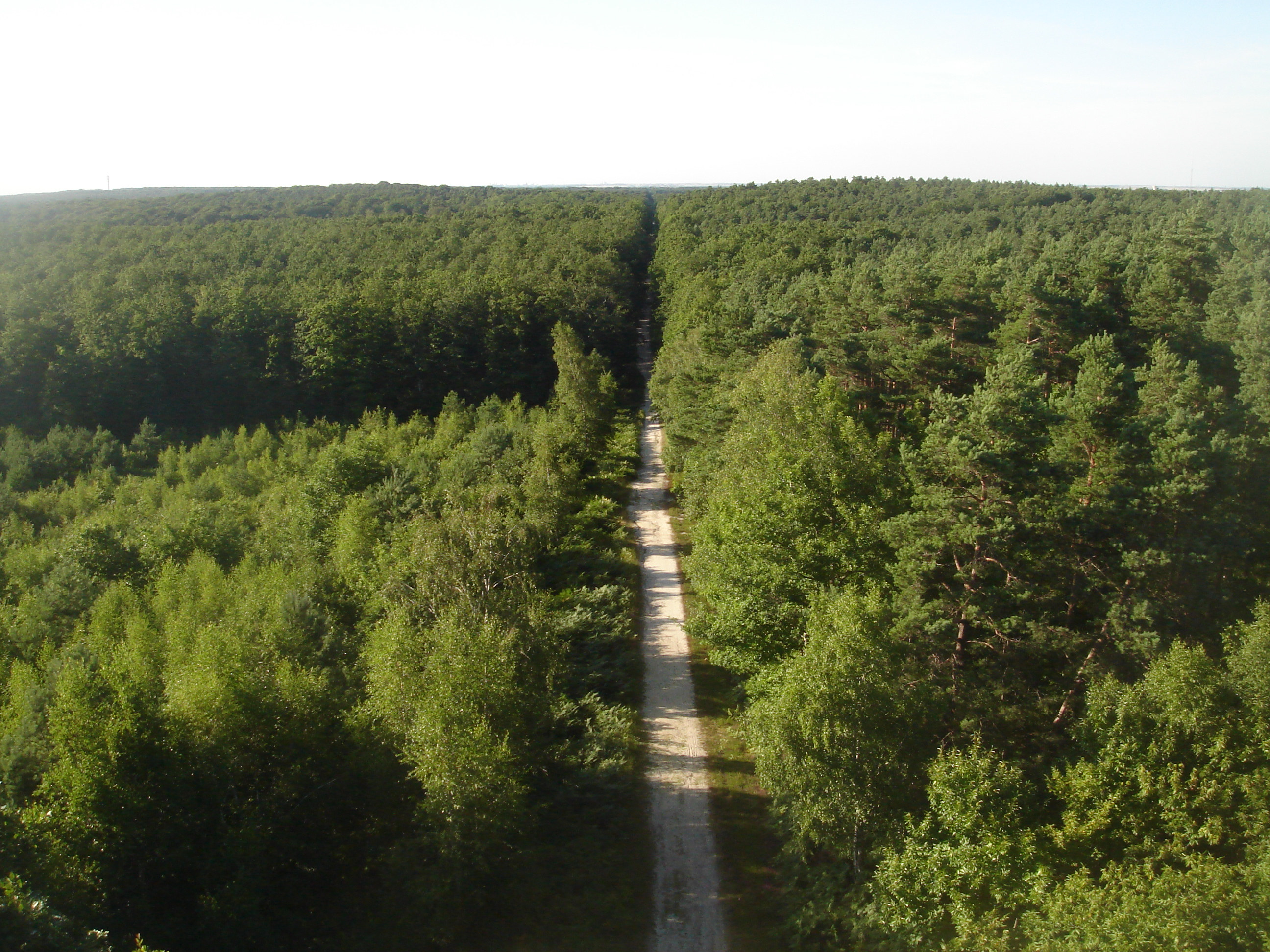
Pohled z rozhledny Les Caillettes

Forêt d'Orléans (Orleánský les) je rozsáhlý lesní porost severovýchodně od města Orléans ve francouzském departementu Loiret. Má rozlohu okolo 500 km², z toho 350 km² je ve vlastnictví francouzského státu (největší státní les v metropolitní Francii). Nadmořská výška se pohybuje mezi 107 a 174 metry. Na území lesa se nachází třicet pět obcí, protéká jím řeka Cens, jsou zde i četné rybníky a mokřady. Na území Orleánského lesa se nachází zřícenina kláštera Abbaye de la Cour-Dieu, zaniklého koncem 18. století. Pařížský Institut de physique du globe de Paris zde zřídil geomagnetickou observatoř. Nedaleko vesnice Lorris byl odhalen pomník odbojářů, kteří v oblasti padli za druhé světové války.
První písemná zmínka o lese pochází z 10. století a byl královským majetkem. Jeho rozloha se snižovala v důsledku nadměrné těžby, až po roce 1848 byl zahájen program zalesňování. Území je chráněno v rámci programu Natura 2000. Vegetaci tvoří převážně dub letní, borovice lesní a borovice černá. Žije zde jelen evropský, prase divoké, zajíc polní a více než 180 ptačích druhů (orlovec říční, orlík krátkoprstý, orel nejmenší, volavka bílá nebo datel černý).